# Pōkarekare Ana
Pōkarekare Ana ("sono agitate" in māori) è una canzone d'amore tradizionale neozelandese, composta all'incirca nel periodo in cui iniziò la prima guerra mondiale, probabilmente nel 1914. La canzone è scritta in lingua māori ed è stata tradotta in inglese. Gode di una grande popolarità in Nuova Zelanda e di una certa popolarità in altri paesi.
I politici Maori Paraire Tomoana e Āpirana Ngata pubblicarono la canzone nel 1919, ma nessuno di loro affermò di averla composta. Spiegarono che "emanava dal nord di Auckland" ed era stata resa popolare dai soldati Maori che si stavano addestrando vicino ad Auckland prima di imbarcarsi per la guerra in Europa.
La canzone è stata interpretata dal soprano Kiri Te Kanawa durante le celebrazioni dell'alba del 2000.
È il primo brano di Pure della cantante Hayley Westenra.